# アニメポリス・ペロ
アニメポリス・ペロとは、1980年から2001年まで東映が全国展開で運営していたアニメショップである。
大阪（梅田東映会館3階）、新宿（新宿東映地下1階）と福岡、札幌、名古屋、松山（松山国際ビル1階）、高知（高知東映2階）など東映系列の映画館に間借りする形で店舗が存在し、数々のアニメグッズを扱っていた。利用者たちには、「アニメショップの元祖」や「アニメファンやマンガファンの聖地の一つ」とも評されていた。
東映は、劇場版『宇宙戦艦ヤマト』のヒットに合わせて映画館で販売するアニメグッズをムービックに製造委託し、販売した。アニメポリス・ペロの商品が充実していったが、のちにムービックは自社ブランドのアニメショップとして「アニメイト」を全国展開した。
東映動画（現･東映アニメーション）関連のグッズは、他店よりも充実していた。

## 歴史
1972年6月に、当時の東映で社長だった岡田茂が映画会社で初めて事業部制を敷き、出版事業、催事、仮面ライダーのキャラクターグッズ販売、サラ金、ラーメン店などの多角経営を進め、映画部門以外の附帯事業から利益を出すよう社員に指示した。この事業部が東映関西支社にも設立され、同支社の関連事業室によるアニメの関連商品の販売が、本ショップの始まりである。
当初は品数が揃わず、宣伝部からもらい受けた使用済み台本や、劇場が放ったらかしにしていたポスターを集めて売っていた。1975年10月には梅田東映会館の入口にプレイガイドを設置し、1976年には集客のためにジャンボ宝くじ売り場を設けたほか、1970年代後半のアニメーション映画の大ブームで松本零士や声優を迎えたイベントも成功したことから、当時の東映動画で社長を務めていた今田智憲の賛同を得て、1980年7月12日には同会館3階にテナント入店していた蕎麦屋「家族亭」が退店した跡に、大阪店を開店させた。店名は、東映動画の劇場アニメ『長靴をはいた猫』に登場する猫の名前に由来しており、同社のシンボルキャラクターとしても用いられている。
この大阪店については、ガイナックス取締役統括本部長の武田康廣がDAICON FILMのオープニングアニメーション制作に際して言及しているほか、店舗自体についても漫画家の島本和彦が描いた自伝的漫画『アオイホノオ』に実名で登場している。

## 店舗
全国展開され一部の東映系列の映画館では映画が始まる前に本ショップのCMが流れるなどしていたが、順次閉店していき、2001年3月の大阪店の閉店を最後に完全撤退した。
- 直営店
  - 大阪店
  - 札幌店（1981年3月14日開店）
  - 高知店（1981年4月25日開店）
  - 福岡店（1981年7月11日開店）
  - 静岡店（1981年8月15日開店）
  - 東京店（1981年10月8日開店
  - 池袋東武百貨店7階）
  - 豊橋店（1981年11月8日開店）
  - 仙台店（1981年11月22日開店）
  - 小倉店（1981年12月26日開店）
  - 新宿店（1984年9月9日開店、新宿東映地下1階、特撮作品のグッズの中古品も扱っていた）
  - アニメプラザミーくん - 松本零士の作品に登場する猫のミーくんにちなみ命名
    - 東急文化会館1階
    - 新宿ミラノ座
- フランチャイズ
  - 松山店（1981年1月31日開店、松山国際劇場からシネマサンシャインに変更された時に閉店）[注釈 2]
  - 徳山店（1981年3月15日開店）
  - 徳島店（1981年3月25日開店）
  - 高松店（1981年4月25日開店）